# Börssum
Börßum es un municipio situado en el distrito de Wolfenbüttel, en el estado federado de Baja Sajonia (Alemania). Tiene una población estimada, a fines de marzo de 2024, de 2879 habitantes.
Está integrado a la mancomunidad de municipios (samtgemeinde) de Oderwald.